# Tarabosh
Der Tarabosh (albanisch auch Taraboshi und Mali i Tabaroshit) ist ein 593 m ü. A. hoher Berg in Nordalbanien. Er bildet den südöstlichen Abschluss des mehrheitlich in Montenegro gelegenen langen Rumija-Gebirges am südwestlichen Ufer des Shkodrasees und liegt in unmittelbarer Nähe der Stadt Shkodra. Obwohl der Tarabosh nicht der höchste Punkt ist, wird damit meist der ganze Bergzug und albanische Teil der Rumija bezeichnet; mit 651 m ü. A. ist der Mali i Golishit (42° 3′ N, 19° 25′ O) deutlich höher.
Der Tarabosh erhebt sich als Riegel aus der Küstenebene Nordalbaniens zwischen Shkodrasee und Adria. An seinem östlichen Ende bricht der Gebirgszug beim Mali i Bajrakut (388 m ü. A.) jäh ab. Hier hat sich die den Shkodrasee entwässernde Buna einen Einschnitt gegraben. Auf dem anderen Flussufer erhebt sich der rund 130 Meter hohe Rozafa-Burghügel, dem sich eine Kette weiterer kleinerer Hügel anschließt, die sich südlich von Shkodra bis zu den Ausläufern der Albanischen Alpen weiterzieht.
In den Wirren der Balkankriege in den Jahren 1912 und 1913 war der Tarabosh Schauplatz heftiger Kämpfe zwischen  Montenegrinern und Serben einerseits und osmanischen Truppen andererseits. Damals nutzen die Türken die Burg Rozafa noch als militärische Festung. Vom Tarabosh aus konnte die Burg beschossen und die Brücken über Buna und Drin kontrolliert werden. Nach historischen Darstellungen soll es damals auch auf dem Tarabosh befestigte Anlagen gegeben haben. Schützengräben, die zum Teil aber auch aus kommunistischer Zeit stammen könnten, sind noch heute auf Satellitenaufnahmen zu erkennen.
Heute fallen nur noch große Sendeanlagen auf der Spitze auf. Bis dort gibt es auch einen fahrbaren Weg. Ansonsten ist der obere Teil des Berges sehr karg und kaum bewachsen. Am Südhängen liegen auf einer Höhe von rund 300 m diverse Quellen, in deren Nähe jeweils auch kleine Dörfer entstanden. Die Nordseite ist deutlich trockener. Die beiden einzigen Dörfer Shiroka und Zogaj liegen direkt am Seeufer.
Im kommunistischen Albanien trug eine Zigarettenmarke aus Shkodra den Namen des Berges.

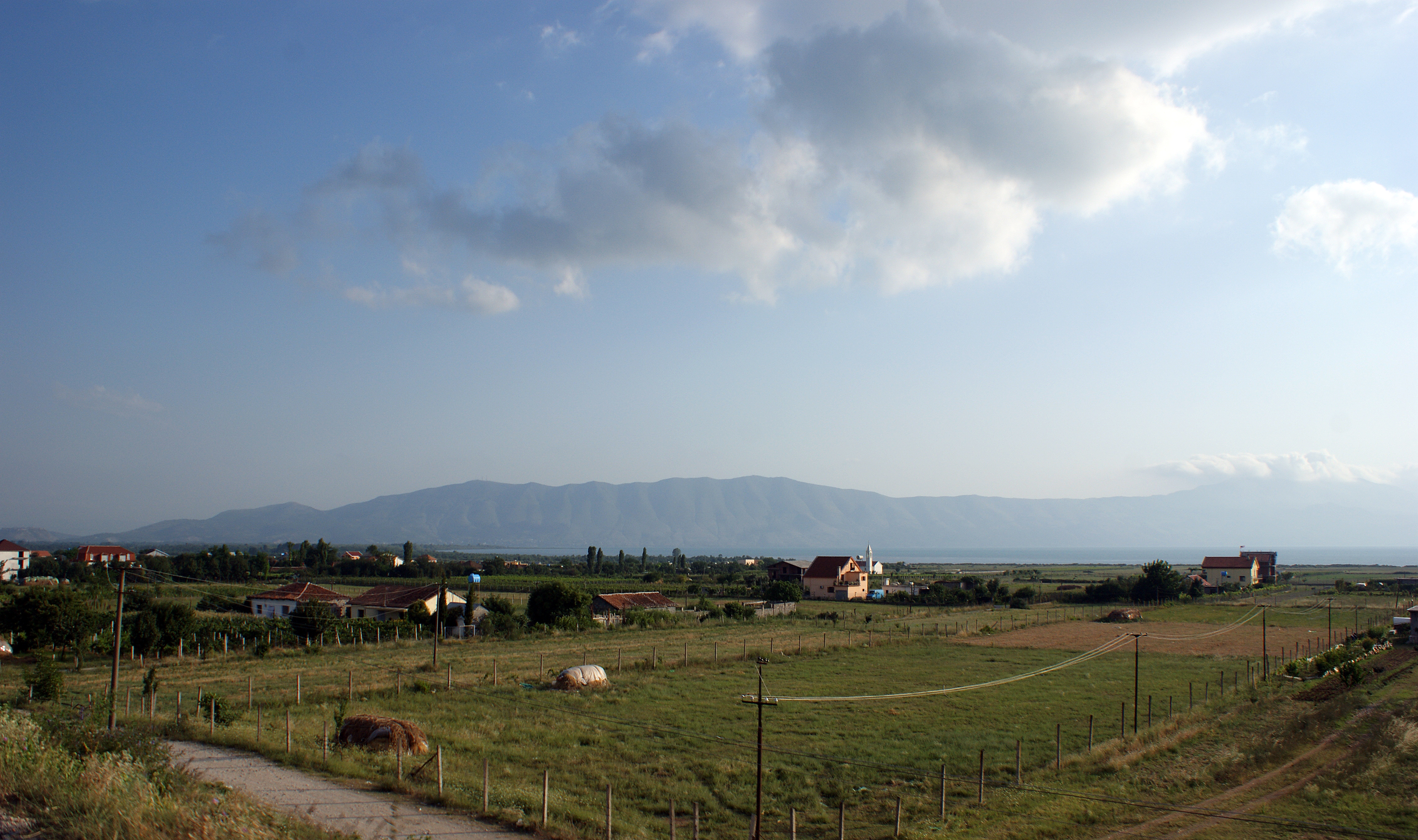
Tarabosh von der anderen Seeseite gesehen